# Antechinus stuartii
Espèce
Statut de conservation UICN

 LC  : Préoccupation mineure
Antechinus stuartii est une espèce de petits marsupiaux carnivores de la famille des Dasyuridae. 

## Description
Il a un pelage court et dense. Le dos et les côtés sont de couleur uniforme gris-brun, le ventre est plus clair. Le mâle mesure de 15 à 25 cm pour un poids allant de 29 à 71 g (35 g en moyenne) et la femelle mesure de 14 à 22 cm pour un poids allant de 17 à 36 g (20 g en moyenne).
Comme chez d'autres espèces de la famille des Dasyuridae et contrairement à la plupart des autres marsupiaux, la femelle n'a pas de poche. Elle a par contre un nombre variable de mamelons, qui dépend surtout de l'habitat. Les femelles vivant dans les zones les plus humides ont 6 mamelons et les femelles vivant dans les zones les plus sèches ont 10 mamelons.

## Répartition et habitat
On le trouve à l'est de la Cordillère australienne depuis le sud-est du Queensland jusqu'aux environs de Kioloa, en Nouvelle-Galles du Sud

## Alimentation
Il se nourrit d'insectes et d'araignées.

## Mode de vie
Il est essentiellement nocturne et solitaire sauf pendant la saison des amours où les femelles construisent de grands nids collectifs. 

## Reproduction
La période de reproduction dure 3 mois, il y a une portée par an. La gestation est de 26 à 35 jours. Comme chez les autres espèces du genre Antechinus, le mâle meurt rapidement après la reproduction. Cela pourrait être dû au stress causé par la compétition entre mâles pour les femelles et par la reproduction qui affaiblissent le système immunitaire des mâles et les rendent plus vulnérables aux parasites et aux infections.